# آر. د. ريد
آر. د. ريد هو ممثل كندي، ولد في 1953 في كندا، وتوفي بنفس المكان في 20 يونيو 2017.

## أعمال

### أفلام
- (2004) ظهور الموتى[2]
- (2007) لارس والفتاة الحقيقية[3]

## وصلات خارجية
- آر. د. ريد على موقع IMDb (الإنجليزية)
- آر. د. ريد على موقع قاعدة بيانات الفيلم (الإنجليزية)